# Női 200 méteres pillangóúszás a 2015. évi nyári európai ifjúsági olimpiai fesztiválon
A 2015. évi nyári európai ifjúsági olimpiai fesztiválon az úszás női 200 méteres pillangóúszás versenyeit július 27.-én rendezték a Tbilisziben.

## Rekordok
A versenyt megelőzően a következő rekordok voltak érvényben:
| EYOF rekord | Urbán Kata (Magyarország) | 2:14,69 | Párizs, Franciaország | 2003. |

## Előfutamok
Az összesített eredmények alapján a legjobb időeredménnyel rendelkező 8 úszó jutott a döntőbe. A döntőben egy nemzet csak egy versenyzővel képviseltethette magát.
| H  | Név                          | Nemzet             | E       | Mj |
| -- | ---------------------------- | ------------------ | ------- | -- |
| 1  | Késely Ajna Evelin           | Magyarország       | 2:16.06 | Q  |
| 2  | Ariadna Escribano Trivino    | Spanyolország      | 2:18.09 | Q  |
| 3  | Emily Louise Large           | Egyesült Királyság | 2:18.16 | Q  |
| 4  | Defne Kurt                   | Törökország        | 2:18.76 | Q  |
| 5  | Caitlin Elizabeth Hubbard    | Egyesült Királyság | 2:19.37 |    |
| 6  | Charissa Jochems             | Belgium            | 2:20.66 | Q  |
| 7  | Megan Buriassi               | Olaszország        | 2:20.96 | Q  |
| 8  | Laura Munoz Perera           | Spanyolország      | 2:22.19 |    |
| 9  | Ellen Walshe                 | Írország           | 2:22.29 | Q  |
| 10 | Jade Ashleigh Foelske        | Németország        | 2:23.50 | Q  |
| 11 | May Lowy                     | Izrael             | 2:25.94 | T1 |
| 12 | Katrin Kristan               | Szlovénia          | 2:26.54 | T2 |
| 13 | Georgia Chrysanthakopoulou   | Görögország        | 2:26.67 |    |
| 14 | Barbara Mazurkiewicz         | Lengyelország      | 2:26.97 |    |
| 15 | Zuzanna Anna Trambowicz      | Lengyelország      | 2:28.89 |    |
| 16 | Sharon Laura Marcoli Marcoli | Svájc              | 2:29.31 |    |
| 17 | Vilma Oura                   | Finnország         | 2:30.98 |    |
| 18 | Kamelia Gradinarska          | Svédország         | 2:31.98 |    |
| 19 | Darya Belmach                | Fehéroroszország   | 2:34.38 |    |
| 20 | Pika Perenic                 | Szlovénia          | 2:35.32 |    |
| 21 | Elena Guttmann               | Ausztria           | 2:36.03 |    |
| 22 | Marine Le Berrigaud          | Monaco             | 2:53.05 |    |

## Döntő
| H     | Név                       | Nemzet             | E       | Mj |
| ----- | ------------------------- | ------------------ | ------- | -- |
| Arany | Késely Ajna Evelin        | Magyarország       | 2:15.04 |    |
| Ezüst | Emily Louise Large        | Egyesült Királyság | 2:16.20 |    |
| Bronz | Ariadna Escribano Trivino | Spanyolország      | 2:17.24 |    |
| 4     | Ellen Walshe              | Írország           | 2:18.46 |    |
| 5     | Charissa Jochems          | Belgium            | 2:18.66 |    |
| 6     | Defne Kurt                | Törökország        | 2:20.22 |    |
| 7     | Jade Ashleigh Foelske     | Németország        | 2:20.68 |    |
| 8     | Megan Buriassi            | Olaszország        | 2:22.55 |    |